# アメリカ合衆国憲法修正第22条

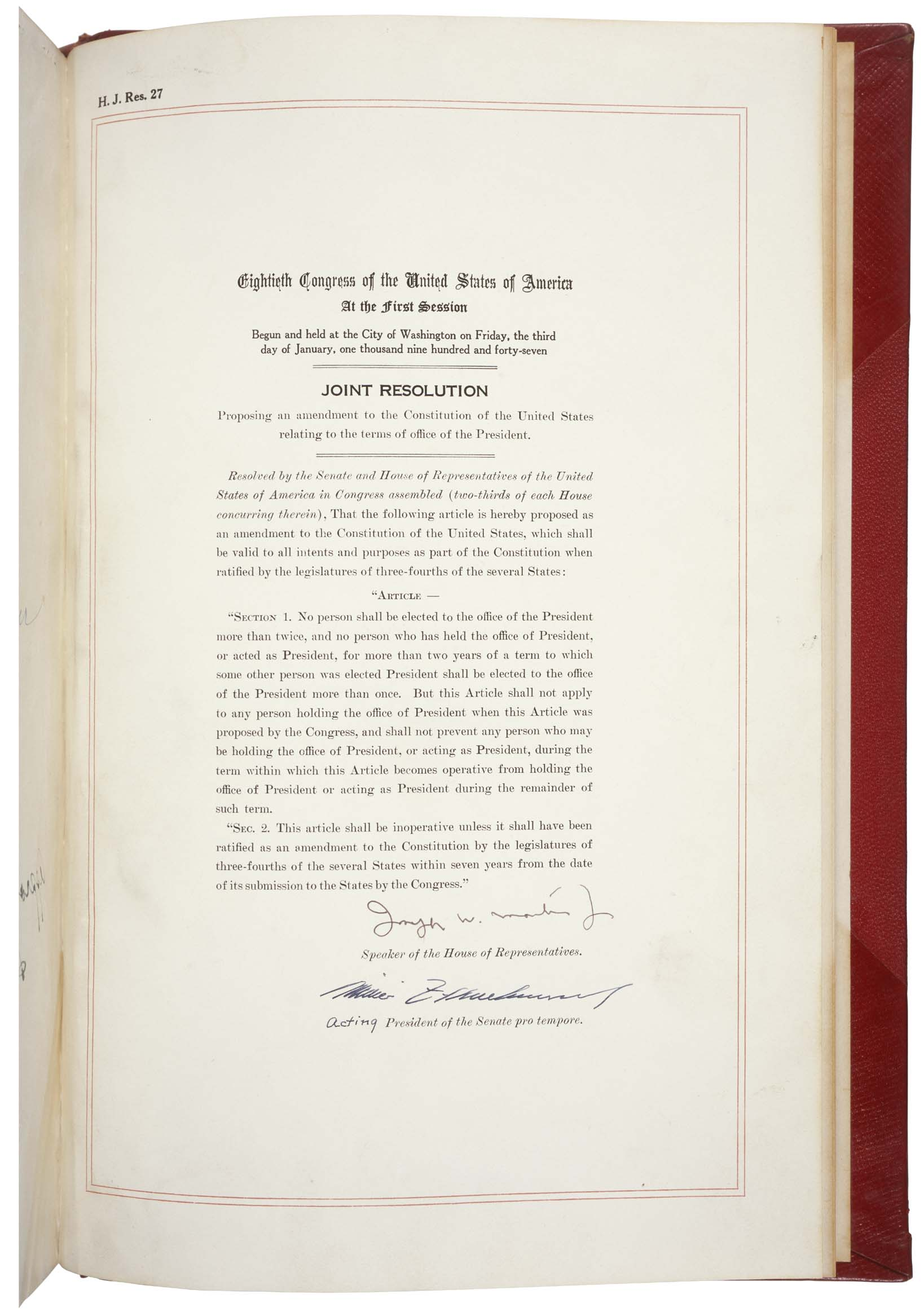
アメリカ国立公文書記録管理局に保管されているアメリカ合衆国憲法修正第22条

アメリカ合衆国憲法修正第22条（アメリカがっしゅうこくけんぽうしゅうせいだい22じょう、英語: Twenty-second Amendment to the United States Constitution, あるいはAmendment XXII）は、アメリカ合衆国大統領の任期制限を決めている。アメリカ合衆国議会はこの修正条項を1947年3月21日に可決した。1951年2月27日に必要とされる数の州によって批准され、成立した。
1933年から1945年まで大統領を務めたフランクリン・ルーズベルトが2期を超えて務めた唯一の大統領である。修正第22条の下では、1人の大統領が10年まで務め上げることが可能である（前任者の任期残りが2年以下の時に引き継いだ場合）が、実際にルーズベルト以外に8年間を超えて務めた大統領はいない。

## 背景
歴史家達は、ジョージ・ワシントンが3期目を求めないと決断したことを、建国の父達が2期を慣例上の制限であり専制に対する防波堤と考えた証拠として指摘している。しかし、ワシントンの辞任演説は、彼が再選を求めないのは高齢のためであることを示唆している。トーマス・ジェファーソンも1807年に「もし最高権威者の任期にある制限が憲法で決められなければ、あるいは慣行によって補われなければ、通常の4年間が事実上は終身になってしまうだろう」と発言しており、2期制限の慣習確立に貢献した。ジェファーソンの直接の後継者ジェームズ・マディソンとジェームズ・モンローも2期原則に固執した。
3期以上務めようとした大統領は以下の通りである。
- ユリシーズ・グラント - 1869年から1877年まで務め、一旦退いた後、1880年に3期目を目指したが、この年の共和党全国大会で候補指名を逃した。
- セオドア・ルーズベルト - 前職のウィリアム・マッキンリー大統領の暗殺後、1901年からその任期を継ぎ大統領を務め、続く1904年の選挙では自身が選出されて1期を務め、一旦退いた後、1912年には自身では2度目となる選挙に臨んだが、民主党のウッドロウ・ウィルソンに敗れた。
- フランクリン・ルーズベルト - 1933年から務めており、1940年の選挙で勝利したことにより、2度を超えて選ばれた最初で最後の大統領になった。支持者達は前例を破る理由としてヨーロッパでの戦争を挙げた。第二次世界大戦中の1944年の選挙でも勝利し4期目となったが、翌1945年の任期途中に病気により死去した。

ルーズベルトの死後、共和党が多数を占めていた第80議会は大統領が2期を超えて選ばれることを禁じる憲法上の明文規定を作ることを望んだ。その根拠は、制限が無ければ、大統領の役職は4年間ではなく終身任期となる啓蒙君主に近くなり、その権限があまりに強くなって権力分立を脅かすという理由だった。このために修正第22条は採択された。

## 提案と批准
アメリカ合衆国議会は修正第22条を1947年3月21日に提案した。続いて次の州が批准した。
1. メイン州 (1947年3月31日)
2. ミシガン州 (1947年3月31日)
3. アイオワ州 (1947年4月1日)
4. カンザス州 (1947年4月1日)
5. ニューハンプシャー州 (1947年4月1日)
6. デラウェア州 (1947年4月2日)
7. イリノイ州 (1947年4月3日)
8. オレゴン州 (1947年4月3日)
9. コロラド州 (1947年4月12日)
10. カリフォルニア州 (1947年4月15日)
11. ニュージャージー州 (1947年4月15日)
12. バーモント州 (1947年4月15日)
13. オハイオ州 (1947年4月16日)
14. ウィスコンシン州 (1947年4月16日)
15. ペンシルベニア州 (1947年4月29日)
16. コネチカット州 (1947年5月21日)
17. ミズーリ州 (1947年5月22日)
18. ネブラスカ州 (1947年5月23日)
19. バージニア州 (1948年1月28日)
20. ミシシッピ州 (1948年2月12日)
21. ニューヨーク州 (1948年3月9日)
22. サウスダコタ州 (1949年1月21日)
23. ノースダコタ州 (1949年2月25日)
24. ルイジアナ州 (1950年3月17日)
25. モンタナ州 (1951年1月25日)
26. インディアナ州 (1951年1月29日)
27. アイダホ州 (1951年1月30日)
28. ニューメキシコ州 (1951年2月12日)
29. ワイオミング州 (1951年2月12日)
30. アーカンソー州 (1951年2月15日)
31. ジョージア州 (1951年2月17日)
32. テネシー州 (1951年2月20日)
33. テキサス州 (1951年2月22日)
34. ネバダ州 (1951年2月26日)
35. ユタ州 (1951年2月26日)
36. ミネソタ州 (1951年2月27日)

批准は4分の3の州の批准により1951年2月27日に完了した。この修正条項は後に次の州によっても批准された。
1. ノースカロライナ州 (1951年2月28日)
2. サウスカロライナ州 (1951年3月13日)
3. メリーランド州 (1951年3月14日)
4. フロリダ州 (1951年4月16日)
5. アラバマ州 (1951年5月4日)

この修正条項は次の州によって拒絶された。
1. オクラホマ州 (1947年6月)
2. マサチューセッツ州 (1949年6月9日)

## 修正条項に関する批判
ドワイト・D・アイゼンハワーは、「合衆国は、その仕えた任期の数に関わり無く、その欲する者誰をも大統領に選ぶことができるべきである。」と言って任期制限に対する強い反対を表明した。ロナルド・レーガンはこの修正事項の撤廃を支持することを公言した。ビル・クリントンはこの修正事項の撤廃支持を表明し、連続2期を超えて務めることを禁止するが、間に1期を置いて再選出を求めることができるようにする条項への書き換えを訴えた 。
この修正条項では、2期目の大統領が政治的なレームダックになるために、その権限や影響力が潜在的に衰退する可能性があると批判する者がいる。レームダックは18世紀イギリスの株式仲買人が始めた言葉であって、破産した者を意味するが、後に弱く有効でなくなった者を意味するようになった。現在では間もなくその職を離れる政治家に最も多く適用されている。ジョージ・W・ブッシュ大統領は2期目に選ばれた後で、報道機関に「私は就任宣誓後に強くなろうと思う。我々は素早く動かねばならない。何故ならその後ではアヒルのようにガーガー鳴くことになるからだ。」と語ったことで、このことが引用された。

## 修正第12条との関係
ある者は修正第22条を1804年に批准された修正第12条との関係で問題を投げかけている。修正第12条は「何人といえども、憲法上大統領職に就く資格のない者は、合衆国副大統領の職に就くことができない。」と規定している。
修正第12条の下では、当初の憲法による資格が年齢、市民権および居住が大統領と副大統領双方に適用されることが明らかだが、2期を務めた大統領が後に副大統領に選ばれ、あるいは指名されることができるか不明である。ある者は、修正第22条と修正第12条で、2期を務めた大統領が後に副大統領を務めることを禁じ、かつ大統領継承順位のいかなる順位からも大統領職を継ぐことを禁じていると主張する。他の者は、2期を務めた大統領が副大統領に選出または指名されることはできないが、その職を保持することを除外されていない承継順位下位の職から承継することはできると主張している。またある者は、修正第12条が「任務」の資格に関わっており、一方修正第22条は「選出｣の資格に関わっていると主張している。現在まで元大統領が副大統領になろうとした例が無いので、いずれの理論もまだ実証はされておらず、裁判所もこの問題に裁定を下す機会が無い。

## この修正条項で制限された具体例
この修正条項は、前任大統領の任期残り期間が2年以上あったときに、これを引き継いで大統領もしくは大統領代行として執務した者は1回を越えて大統領に選ばれることを禁じている。修正条項の批准以降、この事情の下で2期以上務める可能性があった大統領はリンドン・ジョンソンただ1人である。ジョンソンは1963年にジョン・F・ケネディ大統領が暗殺された時に大統領となり、ケネディの残り任期1年と2か月を務め、1964年の選挙で大統領に選ばれた。ジョンソンが1968年の選挙にも出馬して選ばれていれば、新しい任期の最後には9年と2か月務めたことになったはずである（実際に務めた期間は5年と2か月だった）。修正条項は批准の時に現職であった大統領（ハリー・S・トルーマン）には適用されないとしていた。トルーマンはルーズベルトの4期目の残り任期を務め、続く1948年の選挙に出馬して大統領に選出された。1952年に3期目の選挙運動を始めたが、ニューハンプシャー州予備選の結果が思わしくなく出馬を取りやめた。この修正条項の批准以降これまで2期を完全に務めた大統領は、ドワイト・D・アイゼンハワー、ロナルド・レーガン、ビル・クリントン、ジョージ・W・ブッシュおよびバラク・オバマの5人である。
ジェラルド・フォードは1974年8月9日に大統領になり、リチャード・ニクソンの残り任期2年以上を務めた。このためフォードが1976年の選挙で勝っていたとしても（実際にはジミー・カーターに僅差で敗れた）、1回のみしか選ばれていないが、その次の選挙には出馬できなかったことになる。大統領の死または辞任後に大統領を継いだ後、2期完全に大統領として務めた副大統領はいない。セオドア・ルーズベルトはウィリアム・マッキンリーの任期を継いだ後、次の選挙で勝利し1期完全に務めた後に2期目を目指したが不成功に終わった。

### 現在の制限
2025年現在、存命な大統領経験者はこの修正条項によって次のように制限されている。
- ビル・クリントン、ジョージ・W・ブッシュ、バラク・オバマ、ドナルド・トランプ[11]はそれぞれ2期選出されたので、もはや選出される資格はない。
- ジョー・バイデンは1期のみ選出された[12]ので、もう1期選出されうる。

## その他
ロナルド・レーガンは二選（1980年及び1984年）されており、1988年の大統領選挙への立候補は不可能であったが、在任中、人気が高かったことから、更に（ほぼ）4年間、大統領として務めるためには、1988年の選挙で副大統領候補となり、大統領候補と共に当選し、その大統領が就任後、直ちに辞任し、大統領に昇格すれば良いというジョークが1988年当時、人口に膾炙した。